# Mimoclystia toxeres
Mimoclystia toxeres är en fjärilsart som beskrevs av Fletcher 1978. Mimoclystia toxeres ingår i släktet Mimoclystia och familjen mätare. Inga underarter finns listade i Catalogue of Life.